# Vinalon-Werk Sunch’ŏn
Das Vinalon-Werk Sunch’ŏn (비닐론 공장 순천시) ist ein Chemiewerk, das die Kunstfaser Vinalon produziert. Es befindet sich in der Stadt Sunch’ŏn in der Provinz P’yŏngan-namdo in Nordkorea.

## Geschichte
Im Juni 1983 beschloss die Partei der Arbeit Koreas (PdAK), ein Chemiewerk zu errichten. Der Bau begann im September 1983, allerdings führten Materialknappheit und finanzielle Engpässe immer wieder zu Bauverzögerungen. Später mussten die Arbeiten ganz eingestellt werden und konnten erst 1986 fortgeführt werden. Der erste Bauabschnitt ging erst im Oktober 1989 in Betrieb. Man war nun in der Lage, bis zu 50.000 t der Kunstfaser pro Jahr herzustellen. Die vollständige Fertigstellung war zu Kim Il-sungs Geburtstag am 15. April 1992 vorgesehen. Angeblich konnten die letzten Arbeiten aufgrund der wirtschaftlichen Lage Nordkoreas wohl erst nach 2000 abgeschlossen werden. Mit Chinas Unterstützung wurde ein 20.000 Kilowatt leistendes Wärmekraftwerk auf dem Werksgelände errichtet. Das Unternehmen verfügt über einen eigenen Bahnanschluss an das Netz der Koreanischen Staatsbahn. Das 14. Bataillon der Koreanischen Volksarmee ist für das Werk zuständig und der Abteilung für chemische und atomare Verteidigung unterstellt.
Vinalon wird bereits seit 1954 vom Vinalon-Werk „8. Februar“ produziert. Die Fabrik ist gegenwärtig das größte Chemiewerk in Nordkorea.

## Produkte
Haupterzeugnis ist Vinalon, welches aus Anthrazitkohle und Kalkstein gewonnen wird. Nordkorea ist der einzige Produzent weltweit, verwendet wird es u. a. für Kleidung, Seil und als Füllmaterial.